# Кубок Испании по футболу 1983/1984
Кубок Испании по футболу 1983/1984 — 80-й розыгрыш Кубка Испании по футболу выиграл Атлетик Бильбао. Этот кубок стал двадцать третьим в истории команды.
Соревнование прошло в период с 14 сентября 1983 по 5 мая 1984 года.

## Результаты матчей

### 1/4 финала
| Команда 1            | Итог | Команда 2       | 1-й матч | 2-й матч |
| -------------------- | ---- | --------------- | -------- | -------- |
| Депортиво Ла-Корунья | 2:4  | Реал Мадрид     | 2:1      | 0:3      |
| Спортинг Хихон       | 2:3  | Атлетик Бильбао | 2:1      | 0:2      |
| Барселона            | 6:3  | Осасуна         | 4:0      | 2:3      |
| Реал Мадрид Кастилья | 2:3  | Лас-Пальмас     | 2:0      | 0:3      |

### 1/2 финала
| Команда 1   | Итог           | Команда 2       | 1-й матч | 2-й матч |
| ----------- | -------------- | --------------- | -------- | -------- |
| Реал Мадрид | 1:1 3:4 (пен.) | Атлетик Бильбао | 0:1      | 1:0      |
| Барселона   | 2:2 4:2 (пен.) | Лас-Пальмас     | 2:1      | 0:1      |

### Финал
| 5 мая, 1984     | \| Атлетик Бильбао \| 1:0 \| Барселона \| \| Эндика 14′ \| Голы \| \| | Сантьяго Бернабеу, Мадрид Зрителей: 100 000 |
| Атлетик Бильбао | 1:0                                                                   | Барселона                                   |
| Эндика 14′      | Голы                                                                  |                                             |